# RE Radioelektronik
RE Radioelektronik – miesięcznik elektroników, radioamatorów i krótkofalowców polskich wydawany od roku 1979 do połowy 1980 przez Wydawnictwa Komunikacji i Łączności, a następnie do 1991 przez wydawnictwo SIGMA-NOT. Był następcą „RK Radioamatora i Krótkofalowca”. Zastąpiony miesięcznikiem „Radioelektronik Audio HiFi Video” po połączeniu z drugim czasopismem i zmianą wydawcy.

## Stałe działy
- Z kraju i ze świata
- Elektroakustyka
- Technika mikroprocesorowa
- Nowa technika i technologia
- Technika RTV
- Miernictwo
- Klub młodych elektroników
- Schematy
- Radiokomunikacja
- Podzespoły elektroniczne
- Technika cyfrowa i automatyka
- Elektronika w domu
- Serwis RTV
- Elektronika w samochodzie
- Z praktyki radioamatorskiej
- Oceny eksploatacyjne
- Różne
- Z prasy zagranicznej
- Pomysły i realizacja
- Krótkofalowiec Polski – wkładka ukazywała się do nr 3/90.